# Taquet
Pour les articles homonymes, voir Taquet (homonymie).
Le taquet correspond, dans sa simplicité primitive d'emploi dans l'art de la charpente ou de la menuiserie, tôt associé à l'art de la navigation fluviale et maritime, à une pièce de bois taillée, qui sert à stabiliser un montage, à tenir provisoirement en place ou immobiliser un objet souvent lourd. Il s'agit souvent d'une pièce de bois ou de métal qui fait partie d'un dispositif de fixation, de maintien, d'arrêt, de limite ou de contrôle. La pièce peut être de diverses formes et en matière variée selon le dispositif, plus ou moins complexe.
Les taquets les plus communs, notamment pour les usages domestiques, peuvent être acquis en magasins spécialisés, grandes surfaces de bricolage ou quincaillerie. En technologie et en mécanique, le taquet peut se réduire à un élément de mécanisme (souvent une pièce basculante) assurant un verrouillage, un arrêt ou un contrôle de mouvement.

## Mot technique d'origine dialectale
Ce substantif masculin est issu des dialectes normanno-picards, c'est-à-dire des parlers picards et normands encore très proches à la fin de l'époque médiévale. Il provient de l'ancien normand estaque, issu du francique stakka signifiant poteau, ici poteau d'attache, d'arrêt ou de limite. Ce terme dialectal qui a la même origine que l'ancien français estache ou l'anglais stake, et s'apparente au verbe français attacher, s'est simplifié en taque, mot attesté en moyen français dès 1392.
Son emploi en langue française est rare avant le XIXe siècle. Emile Littré mentionne ce mot polysémique dans son dictionnaire de la langue française, paru en gros volumes entre 1873 et 1878, proposant une autre étymologie savante regroupant abusivement tous ces multiples emplois. Selon le maître, il s'agit d'un diminutif de l'ancien français "tac" provenant d'un terme allemand, signifiant "clou, pointe", qu'il rapproche de l'espagnol "taco", clou, cheville. Cette approche, oubliant le rôle fondamental d'attache, a le mérite de rappeler le vieux verbe français taquer, signifiant "battre, frapper, fouler, presser" avant le XIXe siècle, qui a incontestablement eu une influence sur l'emploi moderne du mot taquet, notamment en imprimerie. Cette idée de frapper est incontestablement présente dans diverses acceptions secondaires et anciennes du mot "taquet", pour l'essentiel appartenant à un second registre lexical, différent du registre dévoilé dans ce développement qui correspond au dispositif et à l'attache primitive en bois.
Son usage dans la marine semble plus précoce, sans doute par les constructeurs de bateaux ou charpentiers de marine qui innovent dès la fin du XIVe siècle. Ainsi les "taqués" figurent dans les comptes du clos des galées de Rouen en 1384. En 1643, le lexique marin français, grâce à l'opus sur l'Hydrographie de Georges Fournier, enregistre le mot taquet, un diminutif de taque ou du vieil estaque Le taquet ou taquet de bitte permet de tourner et frapper les amarres, les haubans et autres manœuvres.
Le français, langue militaire et diplomatique, scientifique et littéraire investit massivement des champs techniques triviaux à l'époque contemporaine. Le terme français du nord-ouest envahit le monde des chantiers, du bâtiment et des transports, des mines et des travaux publics, des ateliers et des usines. L'écrivain exilé Victor Hugo rend hommage à la vieille langue de la mer, des marins de Jersey, Aurigny et Guernesey, pratiquée encore dans les années 1820, dans une énumération d'un lexique hégémonique au troisième chapitre de son roman Les Travailleurs de la mer rappelant sa disparition dans le courant du siècle : "taquets (on disait bittons)".
Le mathématicien Charles Delaunay, dans son cours élémentaire de mécanique théorique et appliquée, mentionne a minima trois types de taquets, le taquet de trémie du moulin à farine en meunerie, les petits taquets des machines à colonnes d'eaux, les taquets des machines à vapeur.
D'une manière générale, dès qu'une description rigoureuse d'une machine, d'un montage technique, d'un dispositif de sûreté spécifique est entreprise, l'auteur spécialiste a souvent recours à ce terme technique, parfois accolé à un autre terme technique qui le précise encore mieux, ainsi s'expliquent les dizaines d'occurrence de taquets dans La Grande Encyclopédie dont la société de rédaction est dirigée par Marcellin Berthelot. Ainsi, outre le court article "taquet d'arrêt (chemin de fer)", les articles intitulés : aiguille d'éperon (marine), baguette (baguette de fusil), coques de navire (usage de taquet de jonction), courbes (charpenterie de marine), crible (cribles à mouvement alternatif), croc de marine, échappement (barrages mobiles), évite-molette (mines), extraction (mines), lancement de bateau, liure (marine), machine à vapeur (régulateur à boules de Watt), molette (mines), moteur (moteur éolien), pneumatique (physique, pompe à mercure), pompes (pompes à taquets), pont (maçonnerie de voute)...
Le traducteur francophone du roman de Jack London, Les vagabonds du rail, utilise le terme pour qualifier les deux pièces parfois étroites, placées au-dessus des tampons entre deux voitures ferroviaires. Ainsi la phrase montrant l'instabilité du voyageur entre deux wagons en déplacement dans un long virage : "le vagabond se tient debout un pied sur chacun des taquets...".

## Multiples champs techniques
Le taquet peut correspondre à un simple coin de bois utilisé pour caler un meuble, en menuiserie. La pièce de bois peut servir à placer ou maintenir l'encoignure d'un gros meuble ou d'une armoire. Elle peut servir à maintenir, caler et fixer des éléments d'un meuble.

### Variété des montages en menuiserie, huisserie, techniques anciennes et modernes
De multiples taquets associés à différents montages existent, à l'image des sept taquets traditionnelles de la caisse du violon en lutherie ou des taquets d'étagère du système 32. Le lexique menuisier a aussi conservé le taquet d'escalier et le taquet d'échelle. Le premier est un ensemble composée de deux pièces en équerre, dont l'une est réglable à hauteur voulue pour assurer les travaux dans les escaliers. Le second comprend deux pièces métalliques articulées et fixées sur les barreaux d'une échelle, pour y monter et travailler en toute quiétude. Dans le bâtiment et les travaux publics, le taquet d'échelle est un petit plateau pliant se fixant sur une échelle et servant de support.
En huisserie comme en technique mécanique, il peut s'agir d'une pièce de bois ou de métal servant d'arrêt ou de butée, voire d'une petite pièce mobile servant de butée ou de verrou. Ce morceau de bois ou de métal qui tourne autour d'un axe ou coulisse le long d'un axe maintient une porte close ou un grand portail fermé. Le taquet, synonyme de loquet peut désigner un simple bouton qui cale par exemple la porte arrière d'une voiture. Une fenêtre à guillotine est conçue avec son taquet.
Les soutiens qui maintiennent la barre en place dans les disciplines sportive de saut, par exemple en athlétisme ou au concours de saut hippique, sont nommés couramment taquets. Les forestiers de l'Anjou mettaient sur taquets les planches récemment coupées afin de les faire sécher. Le taquet est ici un petit bout de bois isolant les unes des autres les planches provenant des arbres débités.
Les artistes utilisent divers taquets, dispositifs de fixation, pour sécher leurs peintures et dessins. Parmi ces dispositifs, citons l'élégant taquet français. Fruit de l'art mécanique perfectionné du XVIIIe siècle, l'art des marionnettes les plus simples dispose de taquets de positionnement, en particulier pour la tête que le manipulateur veut souvent garder expressive.

### Bâtiment, charpente et couverture
En charpente et en couverture, le taquet désigne une petite pièce de bois, un petit bout de bois qui soutient l'extrémité d'un tasseau. Ce bout de bois peut aussi porter une barre qu'on ne peut arrêter avec des clous. Dans certains montages de charpentier, le taquet peut être une cheville supplémentaire de fixation. Les charpentiers du Bas-Maine attachaient au solive des pièces de bois, nommées taquets, destinées à retenir le râtelier, dans les étables. Les charpentiers de marine, confrontés au défi quotidien de réaliser des "courbes" ou pièces de bois courbées, à partir d'arbres de moins en moins longs ou en bois tors ou tordus, pris comme bois de marine, se servaient de taquets de mise en forme, transmettant la pression ou la contrainte mécanique. Sur un chantier de bateau, le terme taquet désigne un dispositif d'arrêt, maintenant en place le navire en construction.
Autrefois, dans le bâtiment, le taquet était une pièce de bois fixée sur une pièce scellée ou enrobée dans la maçonnerie. Les taquets apparaissaient lors de la construction des voutes de ponts. L'appareil d'appui en caoutchouc fretté, après le milieu des années 1950, comporte des dispositifs anti-cheminement à base de taquets d'arrêt ou butées, qui, en contact avec les plaques d'acier ou frettes, stoppent le déplacement mais n'entrave pas les déformations réversibles. En Anjou, les taquets désignaient des barres de bois clouées sur une planche. Celle-ci inclinée servait de marche ou d'échelon, telle un escabeau primitif. Une construction bois rapide impose des dispositifs avec divers taquets : ainsi le poteau avec taquet articulé et pivotant est une pièce élémentaire du montage des fermes de la charpente de la baraque de cantonnement ECMB modèle 1917.

### Textile, meunerie
Le taquet du métier à tisser est une petite pièce de bois, de cuir ou de matériau synthétique, en forme de parallépipède, qui transmet à la navette la percussion produite par le mouvement du sabre. Autrefois, le taquet des tisseurs désignait chacune des pièces de bois mobiles servant à lancer les navettes à travers la chaine. Il ne devait être ni trop long, ni trop court ni mal ébarbé. Les tanneries savaient fabriquer divers cuirs industriels, par exemple sous forme de courroies et de taquets, demandés par l'industrie textile ou mécanique locale. Il existait des machines à imbiber d'huile les taquets. En effet, graisser les divers types de taquets mobiles assurait une longévité d'emploi.
Dans le Bas-Maine, le terme appliqué à la meunerie se confond avec le "traquet" associé à la trémie. Il s'agissait d'un morceau de bois passant au travers de la trémie du moulin, dont le mouvement faisait tomber le blé sous la meule. Le traquet tournant dans une trémie vide ou quasiment vide avertissait le meunier de remettre du gain à moudre.

### Arpentage, travaux publics, chemins de fer, mines
En arpentage, il représente un piquet de bois enfoncé en terre, le plus souvent à tête perdue, à la place des jalons dressés sur un alignement, et qui sert de repère, de borne éphémère ou délimite les parcelles, marquant l'alignement par piquets témoins, de terres à soustraire. Pour délimiter un chantier de travaux publics, le taquet de barrière est une pièce de bois placé sur des poteaux de barrière, de façon à y recevoir des lisses.
Les multiples activités artisanales puis industrielles, associées à la conception et au développement des chemins de fer ou du rail urbain, ont employé divers taquets emblématiques, à commencer par les taquets d'arrêt, dispositifs mobiles ou fixes, ou les taquets dérailleurs des appareils de voies. Mais les dispositifs mécaniques pour réguler ou signaler la circulation ferroviaire, constamment améliorés à l'image des enclenchements ou des sémaphores, y compris les matériels roulants et les locomotives, utilisent une grande variété de taquets insérées dans les diverses machines ou présents dans les montages techniques. Invention de signalisation ferroviaire entre art chimique et mécanique, le disque du constructeur Goubet représente un disque-signal à capsules détonantes et à répétiteurs. Pour l'ancienne locomotive à vapeur, mentionnons les taquets de verrouillage, déterminant la circulation de fluides, dans la boîte à fumée. Pour les machines bourreuses, aménageant le ballast des voies, anciennes et actuelles, le taquet de la pioche métallique vibrante, ici dénommé bourroir, fixe toujours la mesure de l'épaisseur réglementaire.
Le taquet d'arrêt des chemins de fer est une lourde pièce de charpente mobile, placée à une bifurcation pour arrêter un wagon. Cet obstacle mobile était interposé sur les voies de garages ou de raccordements, dans le but de contrôler le stationnement du matériel roulant, évitant qu'il soit constamment à la dérive en présence de pente. Il s'agit concrètement, si ce n'est d'obéir au règlement du service d'aiguillage, d'éviter des accidents, par coups de tampons ou rupture d'attelage, entraînant des conséquences catastrophiques.
Le taquet anglais était un bloc de bois tournant autour d'un pivot fiché près du rail. Ce bloc vient buter contre un piston de fer et se place alors transversalement au rail. Le taquet employé couramment en France n'était qu'un cadre fixé sur une traverse par deux charnières. Ce cadre pouvait être abaissé ou relevé à volonté. Placé en hauteur, il prenait appui contre deux longs tasseaux parallèles aux rails. Ses extrémités, bardées de fer, affleurent alors à l'intérieur des rails et barrent le passage au boudins des roues. Une simple saillie de 2 à 5 cm de hauteur permettait le passage de la première paire de roue, mais arrêtait en contre-coup le franchissement de la seconde.
Dans les mines, le taquet représentait le dispositif d'arrêt d'extraction à une recette. Les taquets assurent la sécurité des machines d'extraction minières, supportées par un chevalement. Utilisé par les moulineurs, responsables de l'extraction minière, le système de taquets était appelé clivage. Des taquets ou arrêtoirs assurent aussi parfois la précision et la fiabilité de la colonne des profondeurs.

### Transport fluvial et marin
Les anciens marins ou mariniers connaissaient les taquets, pièces de bois ou de fer, parfois décrits sous forme de crochets à deux branches, servant à amarrer les cordages et les manœuvres. Le vocabulaire de la Marine à voile, publié avec illustrations par le Le Magasin pittoresque à destination d'un large public bourgeois, entre 1841 et 1843 à l'apogée de ce mode de transport, livre une définition générique du mot au pluriel : "sorte de crochets en bois de chêne ou noyer, employé en grand nombre dans un navire pour servir de points fixes aux cordages que l'on y amarre, que l'on y tourne".
D'un point de vue mécanique, l'attache optimale est réalisée par frottement statique après deux ou trois enroulements et si ce n'est pas le cas dans un montage unique, un ajustement par un nœud choisi peut être nécessaire. Il existait aussi des taquets de tournage, de bitte, de cabestan, de mât, de beaupré, de hauban (parfois à oreillons), de ris d'un gui. Une définition simple est un morceau de bois dur ou de métal, portant deux cornes, fixés au divers endroits du navire, incluant parfois les plats-bords ou la lisse, pour y tourner ou fixer des cordages. Le taquet coinceur primitif était un taquet permettant de libérer une manœuvre courante au plus vite, ce dispositif repris sous forme de pièces de bronze par les navires à voiles destinées aux courses de vitesse, en particulier les luxueux yachts conçus entre 1880 et 1910. Le taquet de gorgère était associé à l'aiguille d'éperon. Le dictionnaire de Littré mentionne en exemple, presque à contre-sens du terme de marine qu'elle prétend illustrer, la poulie à taquet, dont la caisse est garnie d'un renfort ou maintien, dénommé "taquet" empêchant la poulie de se coucher.

### Typographie, imprimerie, sérigraphie
L'art typographique ancien a gardé l'usage de bloc de bois ou taquets servant de limite au montage des assemblages de caractères d'imprimerie au plomb, appelés formes. Le verbe taquer attesté en 1762 et l'opération dite de taquage, attestée en 1878 signifient en imprimerie "mettre à niveau les caractères, égaliser la hauteur des lettres d'une forme typographique" à l'aide d'un taquoir. Le taquoir, outil en bois servant à taquer, est en fait un petit morceau de bois employé pour égaliser les formes typographiques. Ce bloc peut être frappé au maillet ou mieux encore, la forme constituée peut être serrée et maintenue par des taquets à vis : le montage ressemble à un taquet de mise en forme spécifique de l'imprimerie.
En sérigraphie, les taquets servent à la fixation précise du tissu à imprimer sous le pochoir. Pour les anciennes machines à écrire, le taquet représente la butée métallique servant à régler les arrêts du chariot. Le taquet de tabulation figure au lexique de la bureautique et de l'informatique.

### Armurerie
Le taquet figure parmi les dispositifs communs des armes à feu, mécaniques et modernes, conçues pour être démontables et réparables, comme les différents fusils de guerre réglementaires ou la carabine de gendarmerie modèle 1890. De même le taquet de piston pour le canon-revolver Hotchkiss. Un taquet métallique comprimant le ressort de poussée caractérise le lance roquette dit Fliegerfaust.

### Perfectionnement technique, taquet inséré dans un mécanisme
Le perfectionnement des dispositifs techniques ou mécaniques amène l'apparition de taquets de maintien ou de régulation, à l'exemple de l'excentrique à came ou du volant d'inertie bimasse, mais aussi souvent la disparition, du moins apparente, des taquets, ainsi le taquet-écrou de la baguette de fusil s'associe au pontet de l'arme. L'entretien du moteur automobile nécessitait une connaissance du "taquet de soupape" au début des années vingt. L'évolution technique, entrainant une fiabilité accrue et des réglages stables ou maîtrisés, ici des moteurs, n'impose plus ce bagage technique préalable au pilote. Les progrès des techniques mécaniques, gardant ou adaptant l'usage de divers taquets parfois miniaturisés, sont importants au milieu des années folles, comme en témoignent la généralisation du taquet-dérailleur, sous l'appellation simplifiée de dérailleur à l'usage des cyclistes, l'horloge-calendrier système Lecaille ou la caisse enregistreuse système Mabille. Les machines électromécaniques, puis électroniques accroissent les performances globales.
La clarinette se caractérise par l'emploi du ressort à aiguille, où la tige de la clef à pivot incorpore le taquet sous forme d'un ergot, que la pointe du ressort affleure.

### Santé, sauvetage et sécurité
Le taquet est un dispositif d'extension et de maintien en odontologie. Le taquet est souvent un dispositif de maintien, associé à la sécurité. L'art de la sellerie utilise des taquets, dispositifs semi-rigides, fixés sur les faux quartiers de la selle pour maintenir les jambes du cavalier en bonne place. La pratique du sauvetage des eaux ou des incendies recommandait autrefois l'usage de dispositifs à taquets et à cordes, souvent associés à des ceintures portatives ou des sacs, pour s'extraire du milieu instable et dangereux.

## Aspect nautique, marine à voile actuelle
Dans le domaine nautique, un taquet est un dispositif situé sur le navire permettant de bloquer un cordage.
Il existe plusieurs types de taquets dont :
- le taquet d'amarrage est généralement utilisé pour bloquer une aussière capelée par ailleurs à terre ou sur un ponton. Il se présente sous la forme d'un T très aplati et très élargi. Le cordage est bloqué sur le taquet à l'aide d'un nœud de taquet. On fait en réalisant un tour mort, puis un demi huit en terminant par une demi-clé généralement renversée.
- le taquet coinceur est utilisé pour bloquer une drisse ou une écoute. Il est constitué de 2 mâchoires en vis-à-vis, pivotant sur des axes verticaux, montées sur ressorts entre lesquelles est passé le cordage à bloquer. D'invention relativement récente (années 1930) il a été créé pour les petits voiliers de course par le célèbre régatier germano-américain Manfred Curry et est d'ailleurs dénommé CurryKlemme en allemand. Sur les voiliers habitables dont les réglages sont moins fréquemment modifiés, il existe une variante, avec un conduit et une seule came crantée (ou un système équivalent de pincement du cordage) appelée bloqueur à levier. Ils servent pour des manœuvres telles que drisses, hâlebas de tangon, balancine (pour le spinnaker) , ou pour les manœuvres de  réduction de voilure (bosses de ris). Pour des raisons d'ergonomie,ils sont souvent regroupés à portée de main près du cockpit sur une platine commune (surnommée "Piano") . Une telle disposition permet d'utiliser un seul et même winch (instrument coûteux) pour servir plusieurs manœuvres  distinctes[42].
- le taquet d'écoute se présente comme un taquet d'amarrage asymétrique : il permet de bloquer l'écoute en faisant un simple tour mort. L'une des branches du T est plus proche de l'embase ce qui permet de coincer naturellement le cordage tout en laissant la possibilité de choquer rapidement si besoin.
- Le Clamcleat (littéralement Taquet Coquille st Jacques), (marque déposée), ou Clam en abrégé est un conduit de section en Vé dont les flancs portent des rainures semblables à celle du coquillage susmentionné [43] ,qui coincent le cordage sous tension grâce à sa propre traction.sans pièce mécanique mobile , très simple il est employé pour les cordages de petit diamètre sur les voiliers légers sur des manœuvres courantes .

L'équivalent des taquets sur les gréements anciens est le cabillot.

### Galerie d'images

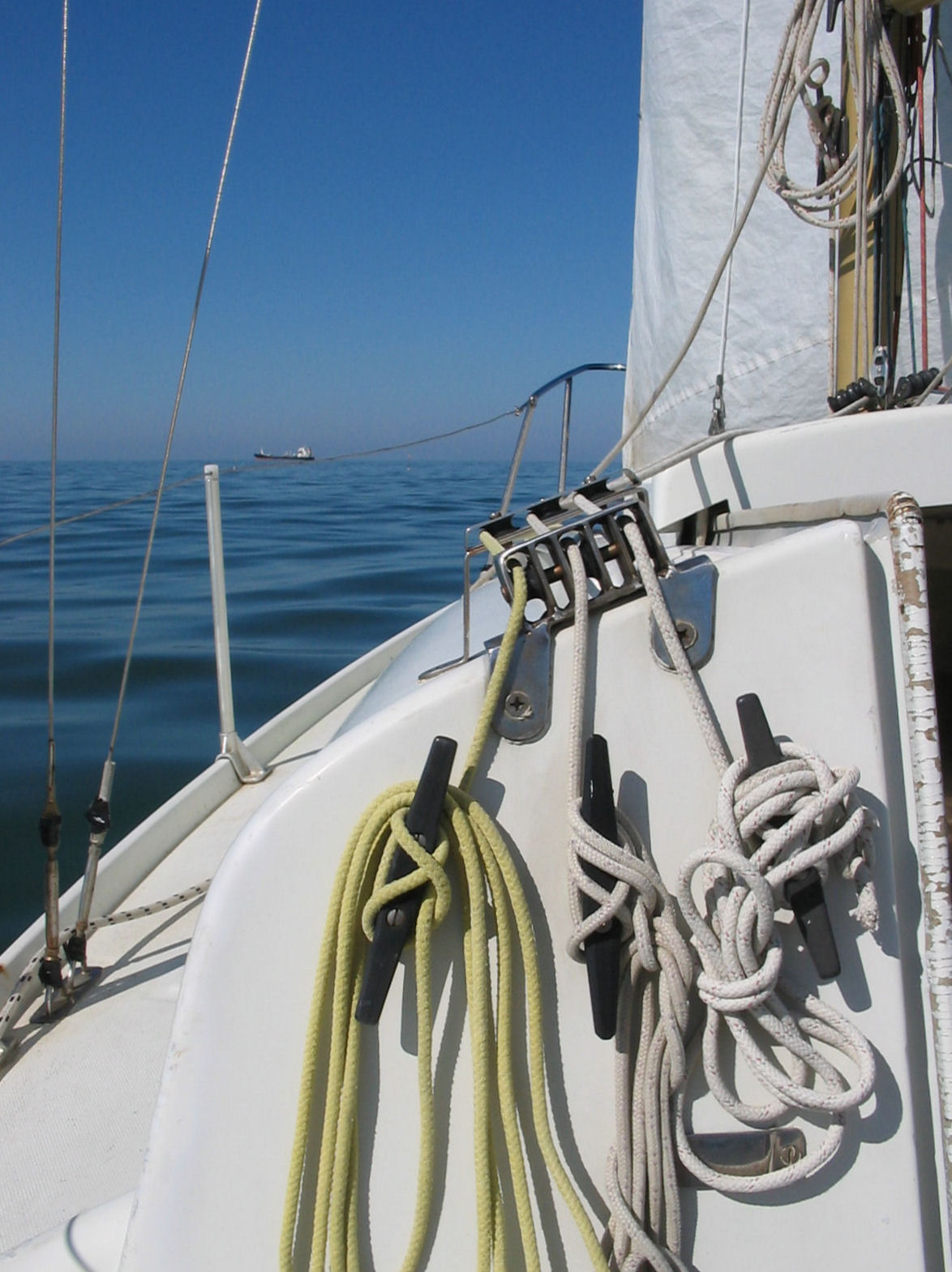
Taquets d'amarrage utilisés comme cabillots
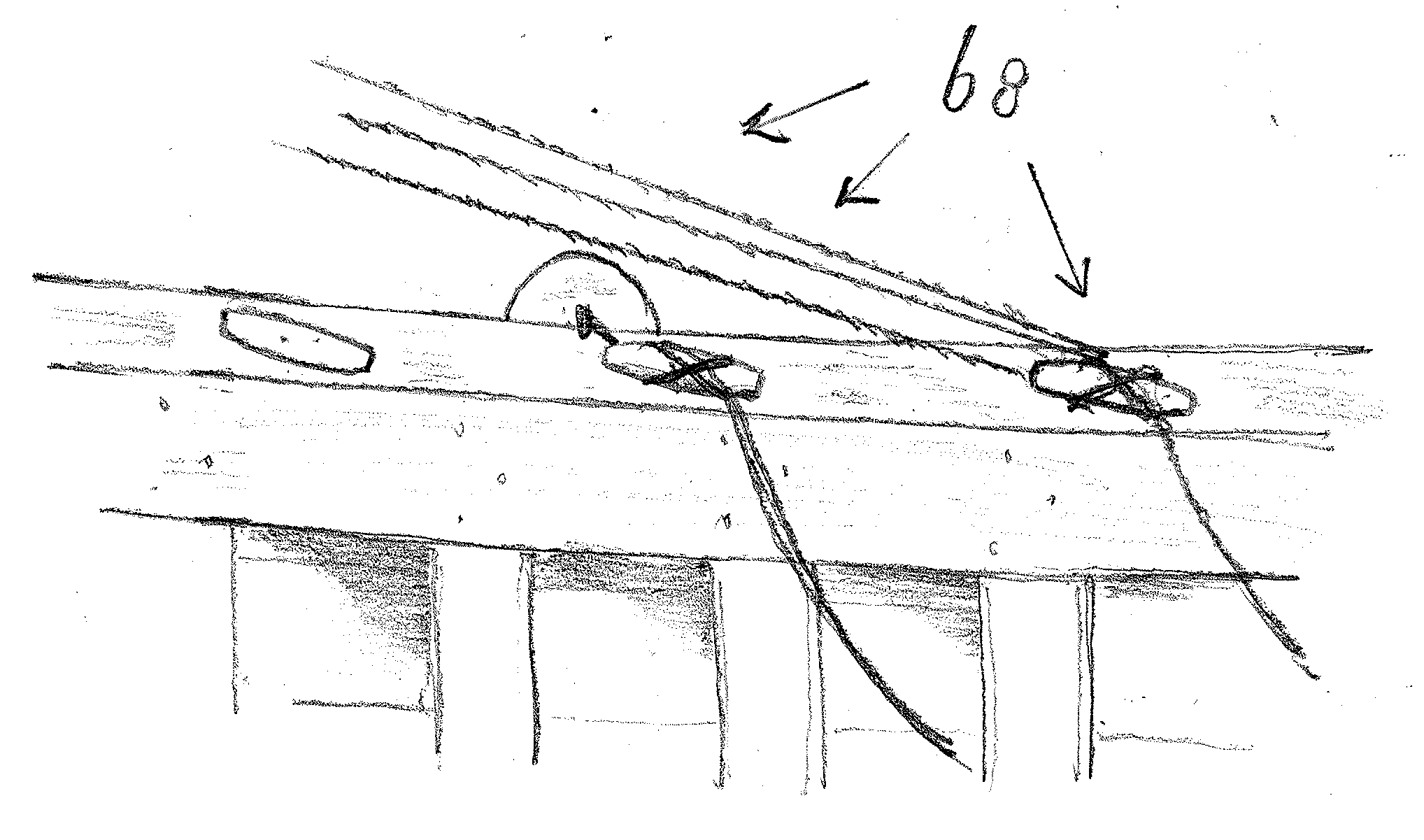
Taquets d'amarrage
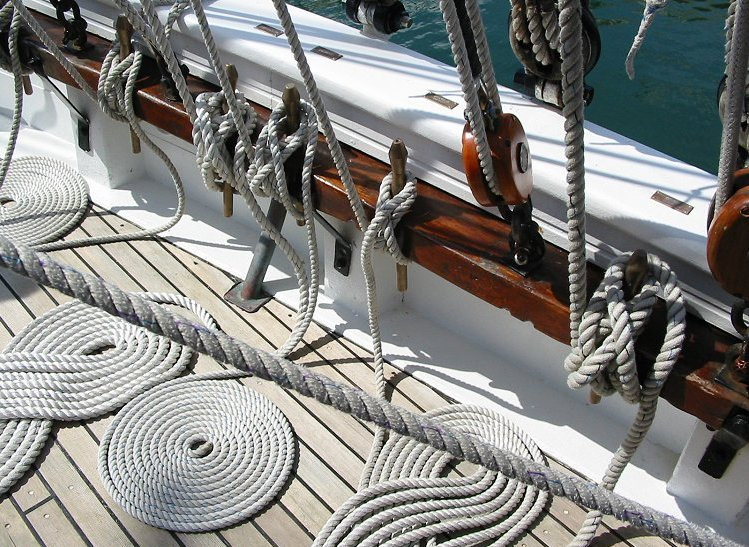
Cabillots
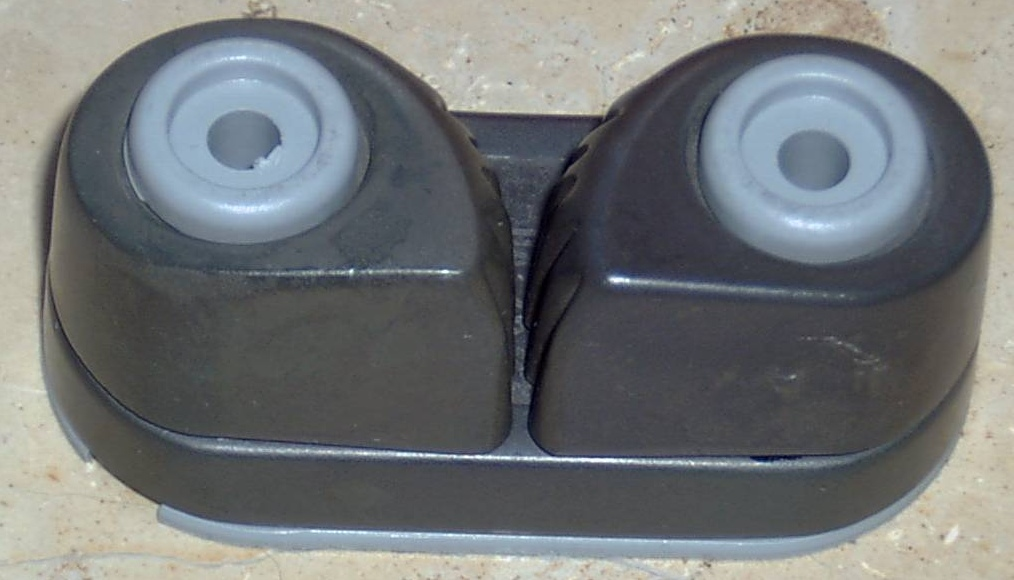
Taquet coinceur
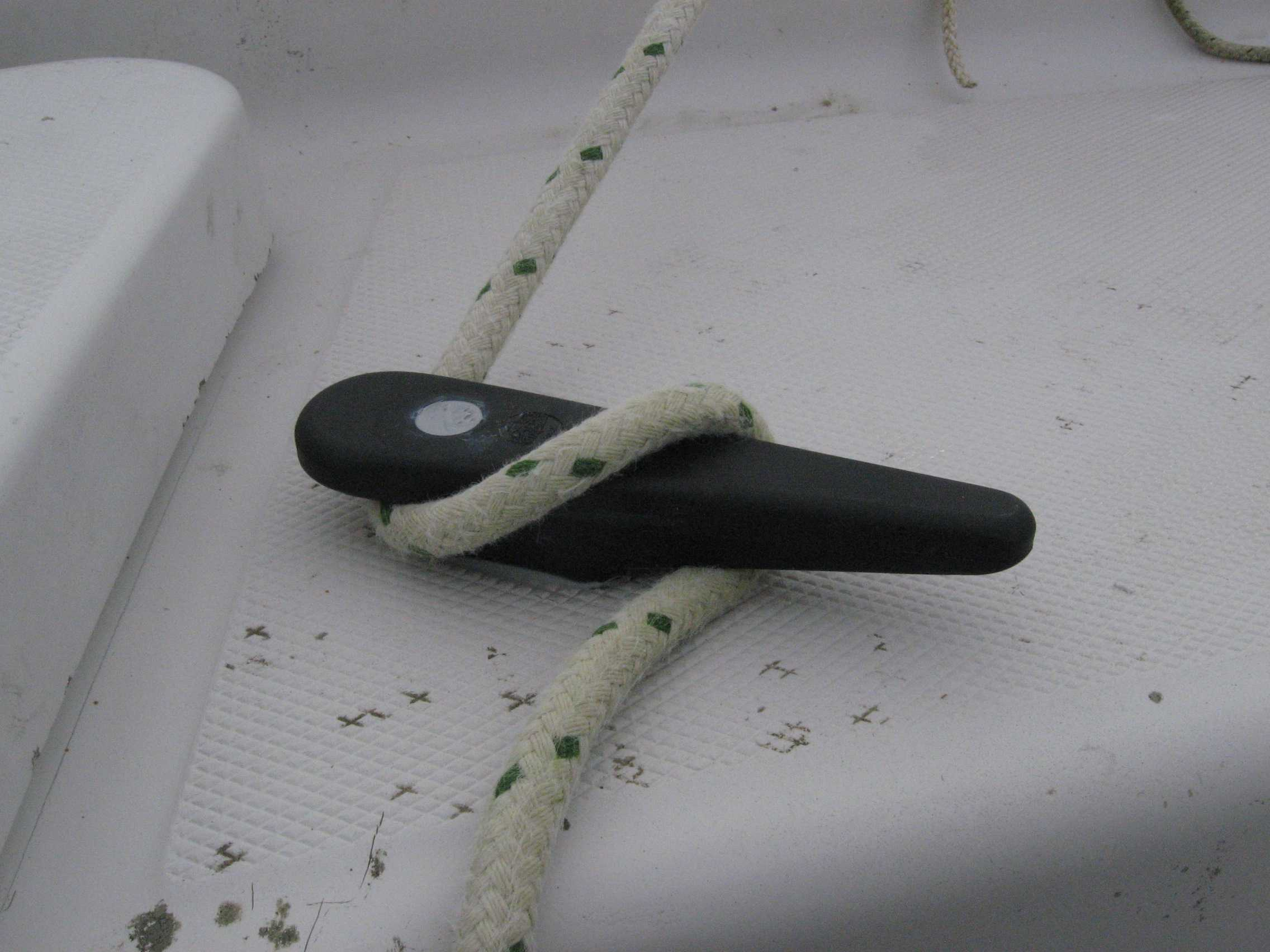
Taquet d'écoute en sifflet

## Traductions du terme taquet
Les traductions en langues étrangères de ce dispositif d'arrêt peuvent être ardues : l'anglais dispose au moins de deux substantifs, cleat et stop, le premier sous la forme "horn cleat" représentant l'ancien terme de marine, le second explicite de l'usage du taquet.
La langue néerlandaise propose une définition marine de l'attache, sous forme d'un double crochet ou crampon à double protubérance pour attacher une ligne ou un cordage, avec le mot familier "kikker" (grenouille). Pour les moulins à vents (meunerie), le terme kieft, autre métaphore animalière (vanneau huppé), s'impose pour désigner le double crochet, alors que le simple crochet reste appelé "kikker".
Les autres grandes langues de la navigation divergent souvent : le portugais paraît distinguer calço (menuiserie, charpente...) et cunho (marine), le catalan propose trois vocables marins par ailleurs explicites : maneguetta, serreta et cornemusa, ce dernier mot de la marine passé en espagnol. Les marins italiens n'auraient gardé que gallocia, les Allemands le bas allemand Klampe.

### Autres liens internes
- taquet français
- taquet de tabulation

### Autres liens externes
- Le mot taquet défini dans le TLFi